# Jonas Überbacher
Jonas Überbacher (* 29. April 2006 in Innsbruck) ist ein österreichischer Fußballtorwart.

## Karriere

### Verein
Überbacher begann seine Karriere beim FC Grinzens. Zur Saison 2020/21 kam er in die AKA Tirol. Im Juni 2022 spielte er ein erstes und einziges Mal für Stammklub SPG Axams/Grinzens in der sechstklassigen Gebietsliga. Zur Saison 2022/23 wechselte er zum FK Austria Wien. Bei den Wienern spielte er in der Akademie, zudem zählte er in der Saison 2022/23 mehrmals als Ersatztormann zum Kader der Zweitmannschaft. Für diese gab er im Oktober 2023 sein Debüt in der Regionalliga Ost. In der Saison 2023/24 kam er zu vier Einsätzen in der dritthöchsten Spielklasse. In der Saison 2024/25 kam er in allen 30 Partien zum Einsatz, mit den Young Violets stieg er in die 2. Liga auf.
Nach dem Aufstieg wurde Überbacher zur Saison 2025/26 an den Zweitligisten SV Stripfing verliehen. Sein Debüt in der 2. Liga gab er im August 2025, als er am ersten Spieltag jener Saison gegen den First Vienna FC in der Startelf stand.

### Nationalmannschaft
Überbacher spielte zwischen 2021 und 2022 sechsmal für die österreichische U-16-Auswahl.